# Campiglossa umbritica
Campiglossa umbritica är en tvåvingeart som först beskrevs av Munro 1957.  Campiglossa umbritica ingår i släktet Campiglossa och familjen borrflugor. Inga underarter finns listade.